# Françoise Abeille de Keralio
Pour les articles homonymes, voir Abeille (homonymie) et Keralio.
Marie-Françoise Abeille de Kéralio est une traductrice et romancière française née le 14 février 1727 à Dijon et morte le 23 mai 1795 à Paris; son nom est parfois orthographié Abeillé.

## Biographie
Elle est la fille de Joseph Abeille, ingénieur du roi, et de Madeleine de Labat, la sœur de Louis Paul Abeille. Elle épouse Louis-Félix Guynement de Kéralio, professeur à l'École militaire, et l'un des rédacteurs du Journal des Savants, frère d'Auguste de Kéralio et d'Agathon de Kéralio ; leur fille Louise-Félicité de Keralio sera une femme de lettres.
Elle meurt à Paris, 9 rue du Pavée, le 23 mai 1795.

## Œuvres
- Fables de M. Gay, suivies du poème de l'Éventail : le tout traduit de l'anglais par madame de Keralio (Londres et Paris, Duchesne, 1759)
  - Préface de la traductrice
- Les succès d’un fat, roman (Lesclapart, 1762 ; réédité à La Haye chez Merlin et à Paris en 1764)
- Les visites de Mlle D.K, attribué à Françoise de Keralio (1792, Gattey)